# Pont Neuf (Toulouse)
Die Pont Neuf (deutsch „Neue Brücke“) ist die älteste noch erhaltene Brücke über die Garonne in Toulouse. Sie verbindet den Place Esquirol und die Rue de Metz mit der Rue de la République.

## Beschreibung
Die Pont Neuf führt über die zwischen hohen Böschungsmauern fließende Garonne von der an ihrem rechten Ufer liegenden Altstadt in westlicher Richtung zu dem ehemaligen Vorort Saint-Cyprien. Da der Fluss hier eine Linkskurve beschreibt, liegt seine tiefste Stelle näher an der Altstadt. Die etwa 220 m lange Brücke hat deshalb sieben ungleiche Bögen, wobei der größte Bogen außerhalb der Mitte näher am rechten Ufer steht. An ihn schließen sich in Flussrichtung gesehen rechts zwei kleinere und links vier kleiner werdende Bögen an. Am linken westlichen Ufer wird die Brücke durch eine rund 85 m lange Rampe mit zwei heute nicht mehr sichtbaren Bögen bis zum dortigen Straßenniveau fortgesetzt. Der größte der aus hellen Kalk- und rotbraunen Ziegelsteinen gemauerten Bögen hat eine lichte Weite von rund 30 m, der kleinste von etwa 18 m. Die Fahrbahndecke steigt von beiden Seiten leicht zur Mitte des größten Bogens hin an.
Die Korbbögen stützen sich auf mächtige, aber kaum aus dem Wasser ragende, zwischen 7 und 12 m breite Pfeiler ab, die nach vorn und hinten spitz zulaufen und von kleineren Pfeilervorbauten gekrönt werden. In den Zwickeln zwischen den Bögen wurden große Durchlässe eingebaut, um bei Hochwasser den Wasserdruck zu reduzieren. Angeblich sollten diese ebenfalls mit Kalkstein umrandeten Wasserspeier ursprünglich Löwenmäuler darstellen, wurden aber aus Kostengründen in einer einfacheren Form ausgeführt.
Die Brücke ist einschließlich der dekorativen hellen Kante am Fahrbahnrand etwa 22 m, innerhalb der Steinbrüstungen etwa 19,50 m breit. Die Fahrbahn ist gegenwärtig (2011) in zwei Busspuren sowie eine in westlicher Richtung führende Fahrspur aufgeteilt. Zu beiden Seiten gibt es je einen Rad- und einen Gehweg.
Die Brücke wird nachts häufig angestrahlt, oft auch in verschiedenen Farben.
Unmittelbar unterhalb des westlichen Brückenendes liegt das Hôpital Hôtel-Dieu Saint-Jacques, vor dem der letzte noch existierende Pfeiler und Bogen der früheren Pont Vieux in den Fluss ragt.

## Geschichte des Brückenbaus
Toulouse hatte verschiedene Holzbrücken über die Garonne, vor allem die Pont Vieux und die Pont de la Daurade, eine  gedeckte Holzbrücke, die aber immer wieder erneuert werden mussten.  Schon 1481 befasste sich der Stadtrat mit dem Bau einer neuen gemauerten Brücke, erhielt aber erst 1541 von König François Ier die Genehmigung zur Finanzierung durch regionale Steuern, die auf die Dauer der angenommenen kurzen Bauzeit beschränkt sein sollten.
1542 wurden eine Gruppe aus sechs Maurern und Zimmerern mit der Planung einer Rundbogenbrücke und mit der Untersuchung des Flussbettes mittels einer langen Eisenstange beauftragt, der einzig möglichen Methode zu jener Zeit. Im folgenden Jahr begannen die Arbeiten unter der Leitung von Nicolas Bachelier aufgrund von offensichtlich nach seinen Vorstellungen geänderten Plänen mit dem ersten Pfeiler am linken Ufer, der bei Niedrigwasser im Trockenen stand und wohl 1544 fertiggestellt wurde. Schon die Gründung des linken Widerlagers traf auf erhebliche technische und wohl auch finanzielle Probleme, so dass es erst nach 1550 fertiggestellt werden konnte.
1554 begannen die Arbeiten für den zweiten Pfeiler. Es dauerte allerdings bis Ende 1555, bis die von einer hölzernen Spundwand eingeschlossene Baugrube im Fluss ausreichend abgedichtet war. Wenige Tage vor der Grundsteinlegung wurde die Baugrube jedoch überschwemmt und schließlich von den Fluten fortgetragen.
Im Mai 1556 erteilte die Stadt deshalb einen Auftrag an einen Unternehmer, der versprochen hatte, die restlichen Pfeiler zu bauen. Acht Monate später war der erste Spundwandverbau kaum fortgeschritten, im folgenden Februar stellten Gutachter fest, dass die ausgeführte Bauleistung nicht einmal den erhaltenen Anzahlungen entsprach, und schließlich wurde der Unternehmer ins Gefängnis geworfen. Später fand man zwei seriöse Zimmerer, die den zweiten Pfeiler 1558 bis 1559 ausführten. Nach fünfzehn Jahren waren somit zwei Pfeiler und ein Widerlager ausgeführt. Der Verbau für den dritten Pfeiler konnte erst trockengelegt werden, nachdem ein dreifacher Verbau ausgeführt worden war. Der Pfeiler wurde 1561 fertiggestellt.
Da kein Unternehmer mehr die Risiken des Brückenbaus auf sich nehmen wollte, musste die Stadt die weiteren Arbeiten als Regieleistungen ausführen. Auch beim vierten Pfeiler gelang es kaum, die Sohle trockenzulegen. Der zu Hilfe gerufene Ingénieur du roi entwarf eine Maschine zum Ausbaggern der Baugrube, aber die Fundamente für den Pfeiler wurden gelegt, bevor wirklich tragfähiger Boden erreicht worden war. Darauf riss der Pfeiler und sein stromabwärts gelegener Teil begann zu rutschen. Erst 1567 konnte der vierte Pfeiler saniert werden.
Ungefähr zu der Zeit entschied die königliche Verwaltung, die die Steuern für den Bau Jahr für Jahr verlängert hatte, die Bauleitung von der Stadt auf den Staat zu übertragen. 1579 wurde der fünfte Pfeiler in Angriff genommen werden. Unter der Leitung von Dominique Bachelier, dem Sohn von Nicolas, wurde der Pfeiler auf Pfähle gegründet, da ein tragfähiger Boden nicht erreicht wurde, und  in zwei Jahren fertiggestellt. Allerdings teilte sich auch dieser Pfeiler in zwei Teile, die von den Fluten der Garonne bis 1610 restlos weggeschwemmt wurden.
Von 1581 bis 1597 mussten die Bauarbeiten wegen des achten Hugenottenkrieges eingestellt werden.
Der sechste Pfeiler wurde unter der Leitung der Architekten Pierre Souffron und Dominique Capmartin zwischen 1597 und 1601 in einer sehr großen Baugrube ausgeführt, in der auch das rechte Widerlager bis 1606 erstellt werden konnte.  Der fünfte Pfeiler wurde von dem erneut hinzugezogenen Souffron in der Zeit von 1610 bis 1612 vollständig neu erstellt, sowie ein Teil des siebten Bogens, des ersten auf der rechten Seite. Finanzielle Auseinandersetzungen zwischen den États de Languedoc und der königlichen Verwaltung sowie ein außergewöhnlich starkes Hochwasser im Jahr 1613 verzögerten den weiteren Baufortschritt.
Die Angelegenheit wurde vor den Kronrat gebracht, der eine Kommission einsetzte, der auch  Jacques Lemercier angehörte. Lemercier erstellte zwei Entwürfe für die Brückenbögen, von denen einer vom Kronrat am 30. September 1614 angenommen und zur Grundlage einer Vergabe der Bauarbeiten an eine Arbeitsgemeinschaft von fünf Baumeistern aus Paris gemacht wurde, darunter Marcel le Roy. Dieser Entwurf mit Korbbögen unterschiedlicher Größe wurde die Grundlage für das endgültige Aussehen der Brücke. Ab 1618 entsandte Marcel le Roy seinen Neffen François Mansart als seinen Vertreter auf die Baustelle, der dort bis 1621 blieb. Zwischen 1615 und Anfang 1619 wurden die drei ersten Bögen gebaut, als gefährliche Risse im vierten Pfeiler festgestellt wurden. Die Begutachtungen und Beratungen dauerten sechs Jahre, bis schließlich der wiederum von Lemercier erstellte Vorschlag der Sanierungsarbeiten angenommen wurde, die dann bis zum Jahr 1626 ausgeführt wurden.
1619 hätte man gleichzeitig auch auf der rechten Seite mit den Arbeiten für den siebten Bogen anfangen können, wozu der bereits ausgeführte Teil abgebrochen werden sollte. Als Mansart damit begann, kam es zu Auseinandersetzungen, deren Hintergrund nicht nur Ärger mit Souffron, sondern vor allem Animositäten zwischen den Verantwortlichen aus Toulouse einerseits und denen aus Paris andererseits waren. Sie führten sogar dazu, dass Mansart und ein Kollege für kurze Zeit verhaftet wurden, und endeten in einem langen Verfahren. Die Bauarbeiten konnten deshalb an dieser Stelle erst 1626 wieder aufgenommen und 1632 fertiggestellt werden.
Die Pont Neuf in Toulouse hat eine ähnliche Breite wie die ungefähr zur gleichen Zeit gebaute Pont Neuf in Paris und die Pont Henri IV in Châtellerault. Bei allen drei Brücken war ursprünglich die damals übliche Bebauung mit Häusern entweder vorgesehen oder sollte jedenfalls möglich bleiben, jedoch wurde unter König Henri IV. eine solche Bebauung auf keiner der Brücken zugelassen.
1614 hatte Mansart von Lemercier den Auftrag erhalten, am linken Ende der Brücke einen großen Torbogen mit seitlichen Türmen zu bauen, die 1620 etwa zur Hälfte fertiggestellt waren. Es dauerte bis 1642, bis dort ein Triumphbogen mit einem nur teilweise vollendeten Relief von Ludwig XIII. nach den Plänen von Jean Cailhau fertiggestellt wurde, der 1858 aus verkehrstechnischen Gründen wieder abgerissen wurde.

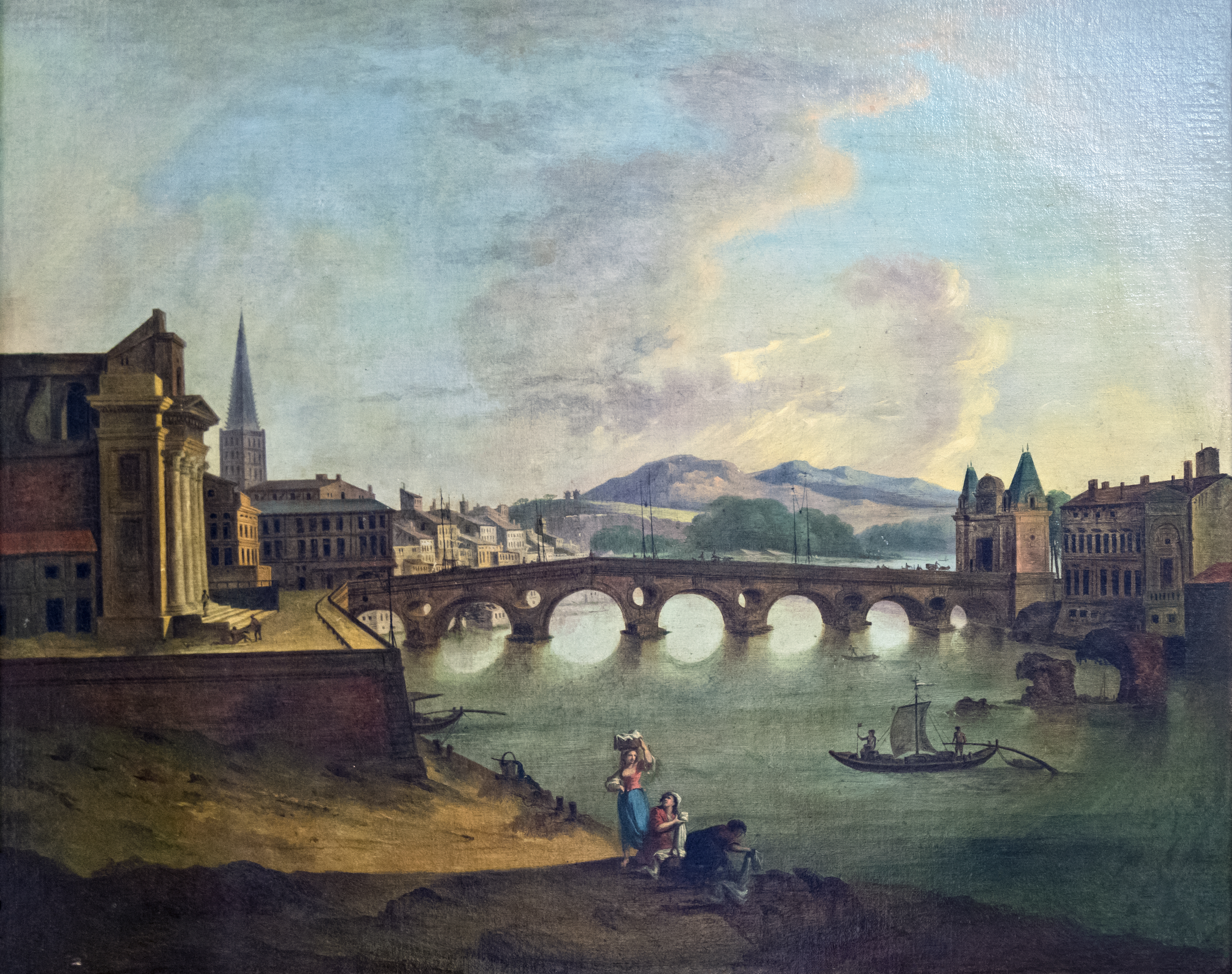
Pont Neuf, ca. 1790

Die Brücke wurde zwar 1632 fertiggestellt und für den Verkehr freigegeben, dennoch wurde sie erst 27 Jahre danach am 19. Oktober 1659 von dem jungen Ludwig XIV. persönlich eröffnet.
Die Pont Neuf überstand seither sämtliche Hochwasser der Garonne, auch das starke Hochwasser vom Juni 1875, das die Scheitel der Bögen erreichte.
In den Jahren 1937 und 1947/48 wurden grundlegende Sanierungsarbeiten an den Pfeilern durchgeführt. Dabei entdeckte man die Trinkwasserkanalisation in der Brücke, die 1542 vorgesehen worden war. Vom linken Ufer sollte Trinkwasser durch die Brücke zu einem Wasserschloss im rechten Widerlager geleitet werden, von dem aus es in der Stadt verteilt werden sollte.